# Cardamineae
'Nashe Erik nehuen eñaut Kenai Hama team
```
Brassicaceae
. El 
género tipo
 es 
Cardamine
 L.
[
1
]
```

## Géneros
- Aplanodes Marais
- Arabidella (F. Muell.) O. E. Schulz
- Armoracia G. Gaertn. et al.
- Barbarea W. T. Aiton
- Campe Dulac = Barbarea W. T. Aiton
- Cardamine L.
- Ceriosperma (O. E. Schulz) Greuter & Burdet ~ Rorippa Scop.
- Clandestinaria Spach = Rorippa Scop.
- Dentaria L. = Cardamine L.
- Dracamine Nieuwl. = Cardamine L.
- Heterocarpus Phil. = Cardamine L.
- Iodanthus (Torr. & A. Gray) Steud.
- Iti Garn.-Jones & P. N. Johnson =~ Cardamine L.
- Kardanoglyphos Schltdl. = Rorippa Scop.
- Leavenworthia Torr.
- Lemphoria O. E. Schulz = Arabidella (F. Muell.) O. E. Schulz
- Loxostemon Hook. f. & Thomson = Cardamine L.
- Micromystria O. E. Schulz = Arabidella (F. Muell.) O. E. Schulz
- Nasturtium W. T. Aiton
- Neobeckia Greene = Rorippa Scop.
- Ornithocarpa Rose
- Pirea T. Durand = Rorippa Scop.
- Planodes Greene
- Porphyrocodon Hook. f. = Cardamine L.
- Pseudarabidella O. E. Schulz = Arabidella (F. Muell.) O. E. Schulz
- Radicula Moench = Rorippa Scop.
- Roripella (Maire) Greuter & Burdet ~ Rorippa Scop.
- Rorippa Scop.
- Selenia Nutt.
- Sisymbrella Spach
- Sisymbrianthus Chevall. = Rorippa Scop.
- Subularia L.
- Tetrapoma Turcz. ex Fisch. & C. A. Mey. = Rorippa Scop.
- Trochiscus O. E. Schulz = Rorippa Scop.